# Emmeline Ndongue
Emmeline Ndongue (25 de abril de 1983) é uma basquetebolista profissional francesa, medalhista olímpica.

## Carreira
Emmeline Ndongue integrou a Seleção Francesa de Basquetebol Feminino, em Londres 2012, conquistando a medalha de prata.